# Medal imienia podkomisarza Policji Andrzeja Struja
Medal imienia podkom. Policji Andrzeja Struja – polskie odznaczenie resortowe, ustanowione jako odznaka okolicznościowa 10 lutego 2021 zarządzeniem Ministra Spraw Wewnętrznych i Administracji, dla uczczenia pamięci tragicznie zmarłego w dniu 10 lutego 2010 podkomisarza Policji Andrzeja Struja. 29 grudnia 2021 zmieniono nazwę odznaczenia na „Medal” i dołączono do aktu prawnego ustanawiającego Medal za Zasługi dla Policji.

## Zasady nadawania
Medal może być nadany funkcjonariuszom Policji za podjęcie:
- poza służbą czynności ratowania życia lub zdrowia ludzkiego albo mienia z narażeniem własnego życia lub zdrowia;
- w czasie służby czynności ratowania życia ludzkiego ze szczególnym narażeniem własnego życia lub zdrowia;

oraz nie był skazany prawomocnym wyrokiem sądu.
Wraz z nadaniem Medalu przyznaje się nagrodę pieniężną; ponadto z tytułu przyznania odznaczenia podwyższa się emeryturę o 1% podstawy jej wymiaru.
Medalu nie nadaje się ani nie przyznaje się nagrody policjantowi, wobec którego:
- jest prowadzone postępowanie dyscyplinarne;
- orzeczono karę dyscyplinarną, przed jej zatarciem;
- postępowanie karne zostało warunkowo umorzone – przez okres roku od uprawomocnienia się orzeczenia.

Medal nadaje, a nagrodę przyznaje minister właściwy do spraw wewnętrznych z własnej inicjatywy albo na wniosek Komendanta Głównego Policji.
Medal może być nadany, a nagroda przyznana pośmiertnie i przekazana najbliższej rodzinie zmarłego policjanta.
Medal może być nadany tej samej osobie tylko raz.

## Insygnia
Odznaczenie ma kształt medalu w kształcie koła o średnicy 35 mm wykonanego w metalu w kolorze srebrnym, z profilowanym uszkiem i kółkiem do zawieszenia, ozdobionym obustronnie półwieńcem z liści dębowych i wawrzynowych. Na awersie Odznaki, na fakturowanej powierzchni, widnieje wypukły zarys gwiazdy policyjnej, zanikający z prawej ku dolnej krawędzi. Na gwieździe jest umieszczony trzywierszowy, wypukły, majuskułowy napis: „…NAWET Z NARAŻENIEM ŻYCIA”, będący fragmentem roty policyjnego ślubowania. Na rewersie Odznaki podobnie fakturowanym, z prawej u dołu widnieje wcięcie symbolizujące przedwcześnie zakończone życie podkomisarza Andrzeja Struja, a na całości pięciowierszowy, wypukły, zróżnicowany wysokością liter majuskułowy napis „PODKOMISARZ POLICJI ANDRZEJ STRUJ 1968–2010”.
Medal jest zawieszony na wstążce z rypsu, ciemnogranatowej o szerokości 35 mm, z biegnącymi w odstępie 5 mm od siebie dwoma paskami w kolorze czerwieni burgundzkiej o szerokości 8 mm, obramowanymi prążkami błękitnymi o szerokości 1 mm.
Odznaczenie nosi się na lewej piersi po odznakach polskich orderów i odznaczeń państwowych.